# Elvis Country (I'm 10,000 Years Old)
Albums de Elvis Presley
That's the Way It Is
(1970) You'll Never Walk Alone
(1971)
Elvis Country (I'm 10,000 Years Old) est un album d'Elvis Presley sorti en janvier 1971.

## Titres

### Face 1
1. Snowbird (Gene MacLellan) – 2:17
2. Tomorrow Never Comes (Johnny Bond, Ernest Tubb) – 4:07
3. Little Cabin on the Hill (Bill Monroe, Lester Flatt) – 1:58
4. Whole Lotta Shakin' Goin' On (Dave « Curly » Williams, Sunny David) – 3:10
5. Funny How Time Slips Away (Willie Nelson) – 4:32
6. I Really Don't Want to Know (Howard Barnes, Don Robertson) – 2:59

### Face 2
1. There Goes My Everything (Dallas Frazier) – 3:10
2. It's Your Baby You Rock It (Shirl Milete, Nora Fowler) – 3:04
3. The Fool (Naomi Ford, Lee Hazlewood) – 2:34
4. Faded Love (Bob Wills, Johnnie Lee Wills) – 3:19
5. I Washed My Hands In Muddy Water (Joe Babcock) – 3:54
6. Make the World Go Away (Hank Cochran) – 3:46

## Musiciens
- Elvis Presley : chant, guitare
- James Burton, Chip Young, Eddie Hinton, Harold Bradley : guitare
- Norbert Putnam : basse
- Jerry Carrigan : batterie
- Farrell Morris : percussions
- David Briggs : claviers
- Weldon Myrick : pedal steel guitar
- Bobby Thompson : banjo (3)
- Buddy Spicher : violon (3)
- The Imperials, The Jordanaires, Joe Babcock, Millie Kirkham, Mary Holladay, Ginger Holladay, June Page, Sonja Montgomery, Dolores Edgin, Mary Greene, Temple Riser : chœurs
- Cam Mullins, Don Tweedy, Bergen White : arrangements